# Lafarge Rocks
Die Lafarge Rocks (französisch Roche Lafarge) sind eine große und einige kleinere Felseninseln vor der Westküste der Trinity-Halbinsel im Norden der Antarktischen Halbinsel. Sie liegen 3 km nordwestlich der Casy-Insel und 11 km westlich des Prime Head.
Teilnehmer der Dritten Französischen Antarktisexpedition (1837–1840) unter der Leitung des Seefahrers und Polarforschers Jules Dumont d’Urville entdeckten sie. D’Urville benannte sie nach Leutnant Antoine Auguste Thérèse Pavin de la Farge (1812–1839), Offizier an Bord der Zélée, der bei dieser Forschungsreise am 27. November 1839 an einer Dysenterie gestorben war. Das UK Antarctic Place-Names Committee übertrug die Benennung am 21. November 1949 ins Englische.